# 21234 Nakashima
21234 Nakashima (1995 WG) là một tiểu hành tinh vành đai chính được phát hiện ngày 16 tháng 11 năm 1995 bởi T. Kobayashi ở Oizumi.